# Nectar
Nectar – miasto w Stanach Zjednoczonych, w stanie Alabama, w hrabstwie Blount. W roku 2023 miasto zamieszkiwało 386 osób, a gęstość zaludnienia wynosiła 82,1 osoby/km².